# VH-1 Behind the Music: Go-Go's Collection
VH1 Behind the Music: Go-Go's Collection es  el tercer álbum compilatorio del grupo femenino The Go-Go's, lanzado en el 2000, por Interscope Records. Contiene canciones previamente lanzadas por la banda, incluyendo todos sus sencillos, excepto «He's So Strange», de su segundo álbum Vacation.

## Lista de canciones
1. «We Got the Beat» (*)
2. «Our Lips Are Sealed» (*)
3. «Lust to Love» (*)
4. «Skidmarks on My Heart» (*)
5. «This Town» (*)
6. «Can't Stop the World» (*)
7. «Fading Fast» (*)
8. «Vacation» (**)
9. «Beatnik Beach» (**)
10. «Get Up and Go» (**)
11. «Speeding» (Lado B de sesiones **)
12. «Girls of 100 Lists» (**)
13. «Head Over Heels» (***)
14. «Turn to You» (***)
15. «Yes or No» (***)
16. «I'm the Only One» (***)
17. «Mercenary» (***)